# 常磐短期大学
常磐短期大学（ときわたんきだいがく、英語: Tokiwa Junior College）は、茨城県水戸市見和一丁目430番地の1に本部を置く日本の私立大学。1909年創立、1966年大学設置。大学の略称は常短。兵庫県の神戸市にある神戸常盤大学短期大学部とは関係ない。

## 概観

### 大学全体
- 常磐短期大学は、茨城県水戸市内にある日本の私立短期大学。元々は、学校法人常磐学園（現在は学校法人常磐大学）により1966年、常磐学園短期大学として設置された。学科体制は、3学科と1学科2専攻とかなりの規模を擁していたが、学科の再編などにより2学科に縮小し、2023年度以降は単科に縮小した。かつては、女子を対象としていたが、既に共学になっている。

### 建学の精神（校訓・理念・学是）
- 常磐短期大学における建学の精神は「実学を重んじ真摯な態度を身につけた人間を育てる」となっている。

### 教育および研究
- 常磐短期大学は学内に大学附属幼稚園があり、幼児教育保育学科学生の「教育実習」としての場として活用されている。

### 学風および特色
- 常磐短期大学は大学とキャンパスを共同使用している関係上、両者同士の交流が深い。

## 沿革
- 1909年 裁縫伝習所を開く。
- 1922年 水戸常磐女学校となる。
- 1935年 常磐常磐女学校となる。
- 1944年 財団法人常磐女学校を設置。
- 1951年 学校法人常磐学園設立。
- 1966年 常磐学園短期大学（ときわがくえんたんきだいがく）として開学。以下の学科・専攻を置く。
  - 家政科[1]
    - 家政専攻
    - 食物栄養専攻
- 1968年 幼児教育科を増設。
- 1975年 教養科を増設。
- 1987年 学科名を変更。
  - 家政科→生活科学科
    - 家政専攻→生活科学専攻

  - 幼児教育科→幼児教育学科(2002年 幼児教育保育学科と改称)
- 教養科→教養学科（募集は2002年度まで）
- 1990年 経営情報学科を新設(2002年度まで募集)
  - 常磐大学短期大学部（ときわだいがくたんきだいがくぶ）と改称。共学となる。
- 1999年 常磐短期大学と改称。
- 2003年 教養学科と経営情報学科を統合してキャリア教養学科とする。
- 2005年 栄養教諭免許状の課程が設置される。
- 2021年5月27日 理事会にて2023年度以降のキャリア教養学科の学生募集停止を決定[2]。

## 基礎データ

### 所在地
- 本部キャンパス（茨城県水戸市見和一丁目430番地の1）

### 交通アクセス
- JR常磐線赤塚駅よりバスを利用。

### 象徴
- 常磐短期大学のカレッジマークは梅の木をイメージしている。

## 教育および研究

### 組織

#### 学科
- 幼児教育保育学科
- キャリア教養学科

##### 学科の変遷
- 生活科学科
  - 生活科学専攻（募集は2007年度まで）→キャリア教養学科に統合
  - 食物栄養専攻：募集は2007年度まで。翌年度より大学に譲渡。
- 幼児教育科→幼児教育学科→幼児教育保育学科
- 教養学科→キャリア教養学科
- 経営情報学科（募集は2002年度まで）→キャリア教養学科に統合

#### 専攻科
- なし

#### 別科
- なし

##### 取得資格について
- 保育士資格と幼稚園教諭二種免許状が幼児教育保育学科にて取得できる。
- 栄養士および栄養教諭二種免許状が、生活科学科食物栄養専攻にて設置されていた。
- 司書資格：キャリア教養学科（旧・教養学科含む）
- 中学校教諭二種免許状の教職課程も設置されていた。
  - 社会：旧・教養学科
  - 家庭
    - 生活科学科
      - 生活科学専攻
      - 食物栄養専攻
- 司書教諭課程が旧・教養学科および過去にあった生活科学科生活科学専攻にて設置されていた。

#### 附属機関
- 国際交流語学学習センター
- 情報メディアセンター

## 学生生活

### 部活動・クラブ活動・サークル活動
- 常磐短期大学のクラブ活動
  - 体育系：テニス・バドミントン・バレーボール・バスケットボール・剣道・弓道・陸上競技・ラクロス・サッカーほか
  - 文化系：映画・吹奏楽・美術・手話ほか

### 学園祭
- 常磐短期大学の学園祭は「ときわ祭」と呼ばれ大学と合同で、毎年概ね10月に行われている。

## 大学関係者と組織

### 大学関係者組織
- 常磐大学同窓会（短期大学卒業者含む）がある。

### 大学関係者一覧

#### 大学関係者
- 諸澤英道：元学長。前学校法人理事長。
- 高木勇夫：前学長

## 施設

### キャンパス
- 短大独自のキャンパスが、正門から向かって右側の場所にある。
  - 合唱室
  - ピアノ練習室
  - 調理実習室
  - 集団給食実習室ほか

### 寮
- 常磐短期大学の寮は、大学と同様「茜梅（せんばい）寮」となっている。

## 対外関係

### 系列校
- 常磐大学
- 常磐大学高等学校

## 卒業後の進路について

### 就職について
- キャリア教養学科（教養学科・経営情報学科・生活科学科生活科学専攻）では、一般企業、食物栄養専攻では栄養職、幼児教育保育学科では保育所や幼稚園など児童関連での専門職に就いている。

### 編入学・進学実績
- これまで系列の常磐大学以外では、目白大学や産業能率大学などがある。

## 附属学校
- 常磐大学附属幼稚園（かつては、常磐短期大学附属幼稚園という名称になっていた。）